# الألب السويسرية

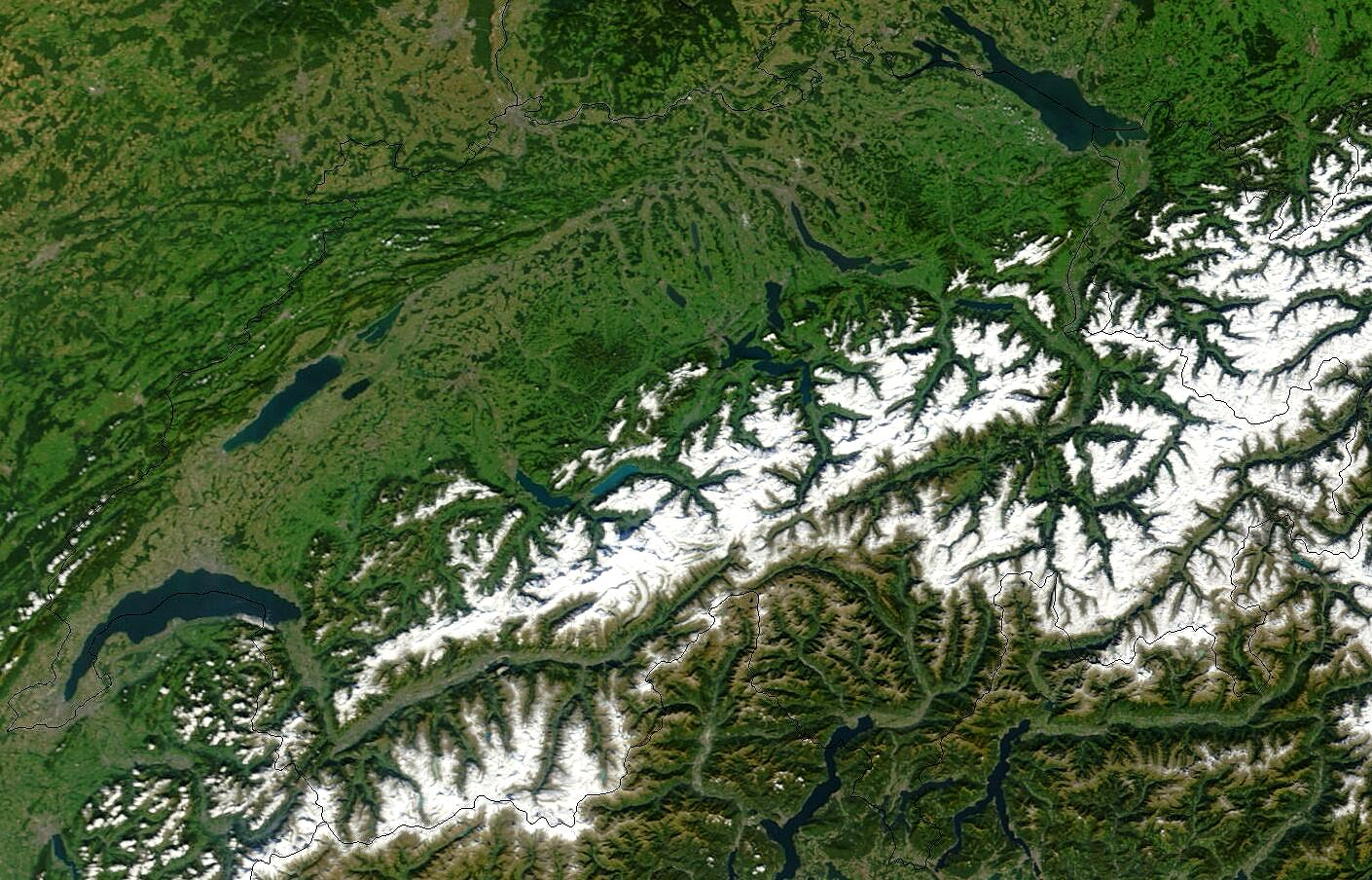
صورة الأقمار الصناعية لسويسرا في أكتوبر 2002. على الجانب الشمالي من جبال الألب، تغطي المناطق الواقعة فوق 2000 متر الثلوج. كانتون تيسينو (على الجانب الجنوبي) خالية من الثلوج تقريبًا في أوائل الخريف.

منطقة جبال الألب في سويسرا، والتي يشار إليها تقليديًا باسم جبال الألب السويسرية (بالألمانية: Schweizer Alpen)‏، (بالفرنسية: Alpes suisses)‏، (بالإيطالية: Alpi svizzere)‏، (بالرومانشية: Alps svizras)‏، ويمثل سمة طبيعية رئيسية للبلد، جنبا إلى جنب مع الهضبة السويسرية والجزء السويسري من جبال جورا، واحدة من المناطق الفسيولوجية الرئيسية الثلاث. تمتد جبال الألب السويسرية على كل من جبال الألب الغربية وجبال الألب الشرقية، وتشمل منطقة تسمى أحيانًا جبال الألب الوسطى.  في حين أن النطاقات الشمالية من جبال الألب في بيرن إلى جبال الألب أبنزل تقع بالكامل في سويسرا، فإن النطاقات الجنوبية من جبال مونت بلانك إلى كتلة صخور بيرنينا مشتركة مع دول أخرى مثل فرنسا وإيطاليا والنمسا وليختنشتاين .
تتكون جبال الألب السويسرية كلها تقريبا من أعلى جبال الألب، مثل جبل مونتي روزا (4634 م)، ودوم (4545 م)، وليسكام (4527 م، وفيشورن (4506 م) وماترهورن (4478 م). يمكن العثور على القمم الرئيسية التالية في قائمة جبال سويسرا.
منذ العصور الوسطى، لعب العبور عبر جبال الألب دورًا مهمًا في التاريخ. أصبحت المنطقة الواقعة شمال ممر سانت غوتهارد نواة الكونفدرالية السويسرية في أوائل القرن الرابع عشر.

## جغرافية
تغطي جبال الألب 65٪ من إجمالي 41,285 كيلومتر مربع (15,940 ميل2) من سويسرا البالغة مساحتها 41,285 كيلومتر مربع (15,940 ميل2)، مما يجعلها واحدة من أكثر البلدان التي تضم جبال الألب. على الرغم من أن سويسرا لا تغطي سوى 14 ٪ من مساحة جبال الألب الإجمالية 192,753 كيلومتر مربع (74,422 ميل2) تقع منطقة ،   48 من أصل 82 منطقة جبال الألب الأربعة في جبال الألب السويسرية ، وتقع جميع {number(s) needed} المناطق 34 المتبقية في حدود 20 كيلومتر (12 ميل) من حدود البلاد.

### نطاقات
جبال الألب الغربية
جبال الألب الشرقية